# Ifianasa de Élide
En la mitología griega, Ifianasa (griego antiguo: Ίφιάνασσα Īphianassa) fue una consorte del rey  Endimión de Élide y madre de Etolo. Otras mujeres de Endimión fueron Asterodea, Cromia e Hiperipe. No debe confundirse con Ifianasa, hija de Agamenón.